# Falko Kirsten
Pour les articles homonymes, voir Kirsten.
Falko Kirsten, né le 3 janvier 1964 à Dresde (Saxe, Allemagne de l'Est), est un patineur artistique est-allemand, quintuple champion d'Allemagne de l'Est entre 1983 et 1987.

## Biographie

### Carrière sportive
Falko Kirsten représente le club de sa ville natale ( SC Einheit Dresden). Il est quintuple champion d'Allemagne de l'Est entre 1983 et 1987. Ses rivaux nationaux principaux sont Jan Hoffmann, Mario Liebers, Hermann Schulz et Nils Köpp.
Il représente son pays à deux mondiaux juniors (1979 à Augsbourg et 1980 à Megève où il obtient une médaille de bronze), six championnats européens (1981 à Innsbruck, 1983 à Dortmund, 1984 à Budapest, 1985 à Göteborg, 1986 à Copenhague et 1987 à Sarajevo), cinq mondiaux seniors (1981 à Hartford, 1983 à Helsinki, 1985 à Tokyo, 1986 à Genève et 1987 à Cincinnati) et aux Jeux olympiques d'hiver de 1984 à Sarajevo.
Il arrête les compétitions sportives après les mondiaux de 1987 à l'âge de 23 ans.

### Reconversion
Falko Kirsten est président de l'Association des sports de glace de Saxe (Sächsischen Eissport-Verband) et travaille également en tant que spécialiste technique.
De profession, il est agent d'assurance.

## Palmarès
| Compétition                       | 1976    | 1977    | 1978    | 1979    | 1980    | 1981    | 1982    | 1983    | 1984    | 1985    | 1986    | 1987    |  |  |
| Jeux olympiques d'hiver           |         |         |         |         |         |         |         |         | 16e     |         |         |         |  |  |
| Championnats du monde             |         |         |         |         |         | 13e     |         | 12e     |         | 12e     | 12e     | 13e     |  |  |
| Championnats d’Europe             |         |         |         |         |         | 8e      |         | 12e     | 9e      | 5e      | 6e      | 5e      |  |  |
| Championnats d'Allemagne de l'Est | 3e      | 3e      | 4e      | 4e      |         |         | F       | 1er     | 1er     | 1er     | 1er     | 1er     |  |  |
| Championnats du monde juniors     |         |         |         | 4e      | 3e      |         |         |         |         |         |         |         |  |  |
|                                   |         |         |         |         |         |         |         |         |         |         |         |         |  |  |
| Autres Compétitions               | 1975/76 | 1976/77 | 1977/78 | 1978/79 | 1979/80 | 1980/81 | 1981/82 | 1982/83 | 1983/84 | 1984/85 | 1985/86 | 1986/87 |  |  |
| Moscou Skate                      |         |         |         |         | 4e      |         |         |         |         | 6e      | 7e      |         |  |  |
| Légende : F = Forfait             |         |         |         |         |         |         |         |         |         |         |         |         |  |  |